# We Belong to the Sea
 Der er for få eller ingen kildehenvisninger i denne artikel, hvilket er et problem. Du kan hjælpe ved at angive troværdige kilder til de påstande, som fremføres i artiklen.

"We Belong To the Sea" er den fjerde single fra den danske popgruppe Aquas album Aquarius, og den 12. single inden de holdt pause i 2001.
Nummeret fik en meget begrænset udgivelse i november 2000, da den kun blev sat til salg i Danmark og Sverige, selvom enkelte eksemplarer blev eksporteret videre til Tyskland og Holland. 
Musikvideoen til nummeret blev optaget i Barcelona, og vist i mange forskellige europæiske lande. En forbedret udgivelse var planlagt i Australien, men det blev annulleret efter de dårlige salgstal fra nummeret "Bumble Bees".